# Aleksandr Ivanov (cantante)
Aleksandr Víktorovich Ivanov (en ruso: Александр Викторович Иванов, en bielorruso: Аляксандр Іваноў; Gómel, Bielorrusia, 29 de octubre de 1994), también conocido como IVAN, es un cantante bielorruso de género pop y rock que representó a su país en el Festival de la Canción de Eurovisión 2016. 

## Biografía
Ivanov nació el 29 de octubre de 1994 en la ciudad bielorrusa de Gómel. En sus primeros años comenzó a tomar clases de canto y guitarra.

## Carrera
En 2009 se trasladó a San Petersburgo para fundar su propio grupo llamado Ivanov con el grabó 4 canciones, «Продолжая путь» («Continuando el camino») y «Белая душа» («Alma blanca»), entre otras.
Posteriormente, en 2013, participó en la segunda temporada del concurso ruso "Битва хорів" (Batalla de los Coros), por el coro de San Petersburgo, donde terminaría en segunda posición.
En el 2015 lograría un segundo lugar en el concurso ruso "Глaвная сцена".

### Festival de la Canción de Eurovisión 2016
La prensa bielorrusa informó de que Ivanov pretendía interpretar su tema completamente desnudo y acompañado por dos lobos. Su productor intentó obtener permiso para traer lobos sobre el escenario, teniendo en cuenta la política vigente de no emplear animales vivos en las actuaciones. Los organizadores no atendieron ninguna de las peticiones formuladas. No obstante, la representación incluyó escenas animadas de lobos en pantalla. Ivanov interpretó su canción «Help You Fly» el 12 de mayo, durante la segunda semifinal del Festival de la Canción de Eurovisión 2016. Sin embargo, obtuvo 84 puntos y la decimosegunda posición; no consiguiendo, por tanto, una plaza en la final del día 14.

## Discografía

### Sencillos
| Año  | Título         |
| ---- | -------------- |
| 2016 | «Help You Fly» |